# Сан-П'єтро-Вернотіко
Сан-П'єтро-Вернотіко (італ. San Pietro Vernotico, сиц. Santu Pietru) — муніципалітет в Італії, у регіоні Апулія, провінція Бриндізі.
Сан-П'єтро-Вернотіко розташований на відстані близько 500 км на схід від Рима, 125 км на південний схід від Барі, 20 км на південний схід від Бриндізі.
Населення — 13 914 осіб (2014).
Щорічний фестиваль відбувається 29 червня 16 липня. Покровитель — святий Петро Apostolo.

## Демографія
Населення за роками:

Станом на 1 січня 2023 року в муніципалітеті офіційно проживало 526 іноземців з 49 країн, серед них 110 громадян країн Євросоюзу та 1 громадянин України.

## Персоналії
- Доменіко Модуньйо (1928—1994) — італійський співак, композитор, актор.

## Сусідні муніципалітети
- Бриндізі
- Челліно-Сан-Марко
- Скуінцано
- Торк'яроло